# Prieuré Saint-Augustin de Rouessé-Fontaine
Le prieuré Saint-Augustin est un édifice situé à Rouessé-Fontaine, en France.

## Localisation
Cet ancien prieuré est situé dans le département français de la Sarthe, à l'est du bourg de Rouessé-Fontaine, à 100 m de l'église Saint-Hermès.

## Architecture
Les façades et les toitures, ainsi que l'escalier intérieur sont inscrits au titre des monuments historiques depuis le 19 avril 1974.